# Acinipe hesperica
Acinipe hesperica is een rechtvleugelig insect uit de familie Pamphagidae. De wetenschappelijke naam van deze soort is voor het eerst geldig gepubliceerd in 1838 door Rambur.